# جيسيكا برات (ملحنة)
جيسيكا برات (بالإنجليزية: Jessica Pratt)‏ هي ملحنة ومغنية مؤلفة أمريكية، ولدت في 1987.

## وصلات خارجية
- جيسيكا برات على موقع ميوزك برينز (الإنجليزية)
- جيسيكا برات على موقع أول ميوزيك (الإنجليزية)
- جيسيكا برات على موقع ديسكوغز (الإنجليزية)